# Тарасов, Сергей Викторович (баскетболист)
Сергей Викторович Тарасов (род. 31 августа 1968, Москва) — советский и российский профессиональный баскетболист, выступавший на позициях лёгкого форварда и центрфорварда.

## Биография
Родился 31 августа 1968 года в Москве.
Окончил ДЮШ олимпийского резерва. Мастер спорта по баскетболу.
В 1995 году был участником «Матча звёзд России» чемпионата России по баскетболу в составе сборной «Востока».
Женат, двое детей.

## Карьера
- 1995 —  «Автодорожник» (Саратов)[3]
- 1996 —  «Аквариус» (Волгоград)[4]
- 1996—1997 —  «Самара» (Самара)[5]
- 1997 —  «Спортакадемклуб» (Москва)[6][7]
- 1997 —  «Коник» (Москва)
- 1997—1998 —  «Самара» (Самара)
- 1998—1999 —  Юнь Ан[8]
- 1999—2000 —  «Химки» (Химки)[9]
- 2000—2001 —  «Волгоград-Газпром» (Волгоград)
- 2001—2003 —  «Купол-Баскет» (Ижевск)

## Достижения
- Бронзовый призёр чемпионата России 1997 года в составе клуба «Самара».
- Призёр Китайской баскетбольной ассоциации 1998—1999 годов в составе «Shandong Yongan»[источник не указан 1662 дня].